# Hōjō Shigetoki
Hōjō Shigetoki (北条重時, , 11 de julho de 1198 — 26 de novembro de 1261) foi um samurai japonês do Período Kamakura da História do Japão . Ele foi o terceiro Rokuhara Tandai (Kitakata) , servindo de 1230 a 1247.  Ficou conhecido após sua morte como Senhor de Gokurakuji (极楽寺殿, Gokurakuji-dono) uma referência ao nome da residência onde vivia.  Seus escritos influenciaram mais tarde a filosofia samurai. 

## Bakufu Kamakura
A carreira de Shigetoki começou aos 21 anos de idade, em 1219 quando participou da guarda de honra que levou o infante Mitora (que mais tarde se tornaria o Xogun Yoritsune) de Quioto para Kamakura . Nessa época era conhecido com o nome de Mutsu Samburo (陆奥三郎, , "o terceiro filho do Kenkai [governador] da província de Mutsu" , Hōjō Yoshitoki). Neste mesmo ano, tornou-se o Bettō (chefe) do recém formado Samurai-dokoro. Serviu também como porta-espada do jovem Xogun Yoritsune durante seus passeios. Não participou da Guerra Jōkyū.
Em 13 de outubro de 1223 Shigetoki foi nomeado Capitão dos guarda-costas shogunais (kinjūban) até 1230. Concomitantemente de 1224 a 1230 serviu também como auxiliar do Shikken Hōjō Yasutoki, após a maioridade de Yoritsune. 
Durante o reinado de Go-Toba , foi nomeado pela primeira vez para a corte como shuri gon no suke (funcionário da chancelaria no Daijō-kan).  Mas o mais importante eram suas posições como kami (governador) em províncias que o Bakufu lhe atribuiu. A primeira foi a província de Suruga (1223). No ano seguinte, quando seu irmão Hōjō Yasutoki tornou-se shikken, também foi nomeado shugo da província de Shinano.  Esta posição que manteve após a sua nomeação como Tandai , seus descendentes ocuparam este cargo por várias gerações. 

## Tandai em Quioto
Em 19 de fevereiro de 1230 Yasutoki decidiu que seu irmão, já tinha adquirido um bom conhecimento sobre as questões administrativas, e resolveu nomeá-lo para o comando do Rokuhara Tandai em Quioto. Entre suas responsabilidades estava incluído o policiamento da capital para suprimir bandoas de ladrões. Em 1241, o Tandai assumiu a investigação de casos de homicídios na capital, que antes era uma tarefa da Polícia do Imperador, isso demostrou o aumento do poder do Bakufu.  Em 1242 Hōjō Tokimori demitiu-se do cargo de minamikata e Shigetoki assumiu ambos os cargos até o 1247. 
Com a seca que ocorreu em todo o país entre 1229 e 1232 e a consequente fome que se espalhou, Shigetoki passou a responder pela proteção do fluxo de alimentos para capital tendo de enfrentar saques de alimentos da população que eram protegidas pelos monges Sohei rebeldes do Monte Koya entre 1233 e 1236. 
Enquanto se tornava conhecido como bom administrador no Tandai seu patrimônio foi crescendo, em 1231 tornara-se shugo da província de Wakasa e em 1237, da província de Sagami, que era administrada pelo clã Miura. Em documentos da época ele passou a ser conhecido como Sagami no kami.  Em 1238 foi promovido a Shōgoi (funcionário de quinto escalão pleno), em uma audiência privada com o próprio imperador Shijo. Suas relações com a Corte eram boas em Quioto, Shigetoki liderou a criação de delegacias de polícia e um sistema de iluminação noturna.
Na disputa da sucessão ocorrida com a morte do imperador Shijo em 1242 Shigetoki parece não ter sido ativo, no entanto, apoiou o futuro imperador Go-Saga (r. 1243-1246), que era também apoiado pelo Bakufu. Ele foi muito mais ativo na questões da sucessão do Xogun, quando forçou a renúncia de Yoritsune em favor do filho deste Yoritsugu. Yoritsune foi mantido sob controle após ter deixado o xogunato e mantido como "hóspede" em uma residência do Tandai. 
Em 05 de julho de 1247 Shigetoki foi obrigado a intervir na chamada Guerra Miura (também conhecida como Hōji gassen), onde o Clã Miura se rebelou em favor do Xogun deposto Yoritsune  e foi praticamente dizimado juntamente com seus seguidores no oeste do Japão.  

## Rensho
Imediatamente após a conclusão com êxito a missão de derrotar o Clã Miura, Shigetoki foi nomeado Rensho ( 连署 ) em 17 de junho de 1247, um cargo que estava vago desde 1240. Sua nomeação fortaleceu ainda mais a posição da família no Conselho do Xogunato (Hyōjōshū). No Rokuhara Tandai foi sucedido por seu filho Nagatoki.  Nesta época Shigetoki foi tutor de Yoritsugu, quando este tinha 10 anos.
No final de 1251 veio à tona outra conspiração contra o Bakufu , e as provas recaíram novamente contra Yoritsune; Hōjō Tokiyori aproveitou a oportunidade para derrubar Yoritsugu substituído pelo Príncipe Munetaka, filho do Imperador Go-Saga . Com a posse de Príncipes como Xoguns os Hōjō acreditavam que seu poder seria assegurado para sempre. 
Depois de já ter mostrado problemas de saúde em 1254,  Shigetoki renunciou ao cargo de Rensho em 3 de novembro de 1256.  No entanto, permanece atuando politicamente de forma ocasional. Logo depois ele se tornou um padre leigo (入道, nyūdō) da escola de budismo Kegon (Kegon-shū, cuja sede é o Tōdai-ji),  mais se tornou um seguidor da seita Terra Pura (Jōdō-shū) até sua morte. 
No quarto mês de 1261, o Xogun Munetaka e sua esposa visitaram Shigetoki em sua residencia que havia sido construída recentemente. Cinco semanas depois, Shigetoki adoece vitima de malária. Depois que a doença melhorou sofreu uma recaída quatro meses depois e não sobreviveu. Vindo a falecer em  3 de novembro de 1261. A residencia foi ampliada por seu filho Nagatoki e se tornou o templo Gokuraku-ji sob a direção do monge Ninshō. 